# Argia barretti
Argia barretti är en trollsländeart som beskrevs av Philip Powell Calvert 1901. Argia barretti ingår i släktet Argia och familjen dammflicksländor. Inga underarter finns listade i Catalogue of Life.